# Marek Čanecký
Marek Čanecký   (Banská Bystrica, 17 de juny de 1988) és un ciclista eslovac, professional des del 2011 i jubilat des del 31-12-2023. S'ha proclamat campió nacional en contrarellotge tres cops.

## Palmarès
Palmarès.
- 2010
  -  Campió d'Eslovàquia sub-23 en contrarellotge
- 2011
  - Vencedor d'una etapa al Tour de Màrmara
  - Vencedor d'una etapa al Gran Premi Chantal Biya
- 2015
  - Vencedor d'una etapa a la Volta a Hongria
- 2016
  -  Campió d'Eslovàquia en contrarellotge
  - 1r al Visegrad 4 Bicycle Race-GP Kerékpárverseny
  - 1r al Gran Premi Südkärnten
- 2017
  -  Campió d'Eslovàquia en contrarellotge
- 2018
  -  Campió d'Eslovàquia en contrarellotge
- 2019
  - Vencedor de 2 etapes al Gran Premi Chantal Biya